# Ermopoli
Ermopoli (Khemno in egizio) è il nome attribuito dagli storici greci alla località egizia devota a Thot, dio della sapienza, identificato con Ermete Trismegisto dai greci, e al dio creatore Khnum. Era la capitale del 15º distretto dell'Alto Egitto e si trovava sulla riva occidentale del Nilo. Ebbe grande sviluppo in epoca faraonica , proseguito in epoca ellenistica e romana e fu sede in epoca tarda della chiesa copta. Fu distrutta nel V secolo d.C.
In scrittura egizia il nome originario è:

| N17 · N17 · N17 · N17 | N17 · N17 · N17 · N17 | W24 | w | O49 |

 ḫmnw - gli otto

La località è stata poi conosciuta con i nomi di Hermopolis Megale (Ἑρμοῦ πόλις μεγάλη - Stefano di Bisanzio); Hermupolis (Itinerario antoniano); Mercurii Oppidum (Plinio il Vecchio).
Il nome attuale del sito di Khemnu è el-Ashmuneyn nei pressi della città di Mallawi, nel governatorato di Al-Minya.
Il sito di Hermopolis era collegato agli antichi miti della creazione egizi; grazie agli otto dei primordiali dell'Ogdoade il primo sole del mondo sarebbe sorto proprio in questa città. Successivamente il culto solare di Amon si affermò e si fuse con quello dell'Ogdoade, quindi nuovi templi  furono eretti in epoca ramesside. Nel periodo amarniano si impose brevemente il culto di Aton, presto  rimpiazzato nuovamente da Amon. Infine venne il periodo tolemaico-romano sincretistico, fino al culto cristiano-copto. La città conserva notevoli tracce di edifici sacri e della città romana: i suoi due monumenti principali ancora in piedi sono  i resti dell'agora romana e della basilica paleocristiana, con colossali colonne sormontate da capitelli corinzi, che sorge sui resti di un tempio tolemaico. 
Restano tre grandi porte monumentali datate alla XX dinastia, alla XIX dinastia ed all'epoca tolemaica. Molti elementi architettonici rinvenuti ad Ermopolis presentano caratteristiche tipiche della fase di Amarna anche se rimane ancora non chiarito se si tratti di parti di un tempio locale demolito, allo scopo di riutilizzare i materiali, in epoca ramesside o di materiali provenienti direttamente da Tell el-Amarna.
Di un tempio posto dietro la seconda porta rimangono solamente due statue colossali raffiguranti Ramesse II.
Attribuibili a Seti II sono i resti di un tempio dedicato al grande dio Thot (il Signore degli Otto) caratterizzati da un pilone che dà accesso ad una sala ipostila. Due obelischi di Nectanebo II, che ne ornavano l'accesso sono ora esposti al British Museum. Tutto il perimetro della città è circondato da un recinto risalente alla XXX dinastia, in quanto luogo sacro, destinato al culto delle prime divinità ancestrali, come il "Grande Cinque" e successivamente l'Ogdoade.